# Flée, Côte-d'Or
Flée är en kommun i departementet Côte-d'Or i regionen Bourgogne-Franche-Comté i östra Frankrike. Kommunen ligger i kantonen Semur-en-Auxois som tillhör arrondissementet Montbard. År 2018 hade Flée 172 invånare.

## Befolkningsutveckling
Antalet invånare i kommunen Flée
Referens:INSEE